# Atemptat a l'Aeroport d'Istanbul del 28 de juny de 2016
El 28 de juny de 2016, es van escoltar explosions i trets a l'Aeroport Internacional Atatürk a Istanbul, Turquia. Diverses persones van morir i resultar ferides. El tiroteig va ocórrer a l'aparcament de l'aeroport, mentre que les explosions van passar a la Terminal d'Arribades Internacionals i semblen haver estat causades per suïcides. Alguns informes indiquen que les explosions van ocórrer en diferents parts de l'aeroport.
Quatre persones armades van ser vistes anant-se'n del lloc dels fets després de les explosions. Van morir almenys 36 persones i 170 van resultar ferides. Hi ha 13 estrangers entre els morts.
Dues persones es van fer explotar abans de passar pels escàners de raigs X al control de seguretat, després que la policia els disparés per intentar neutralitzar-los.

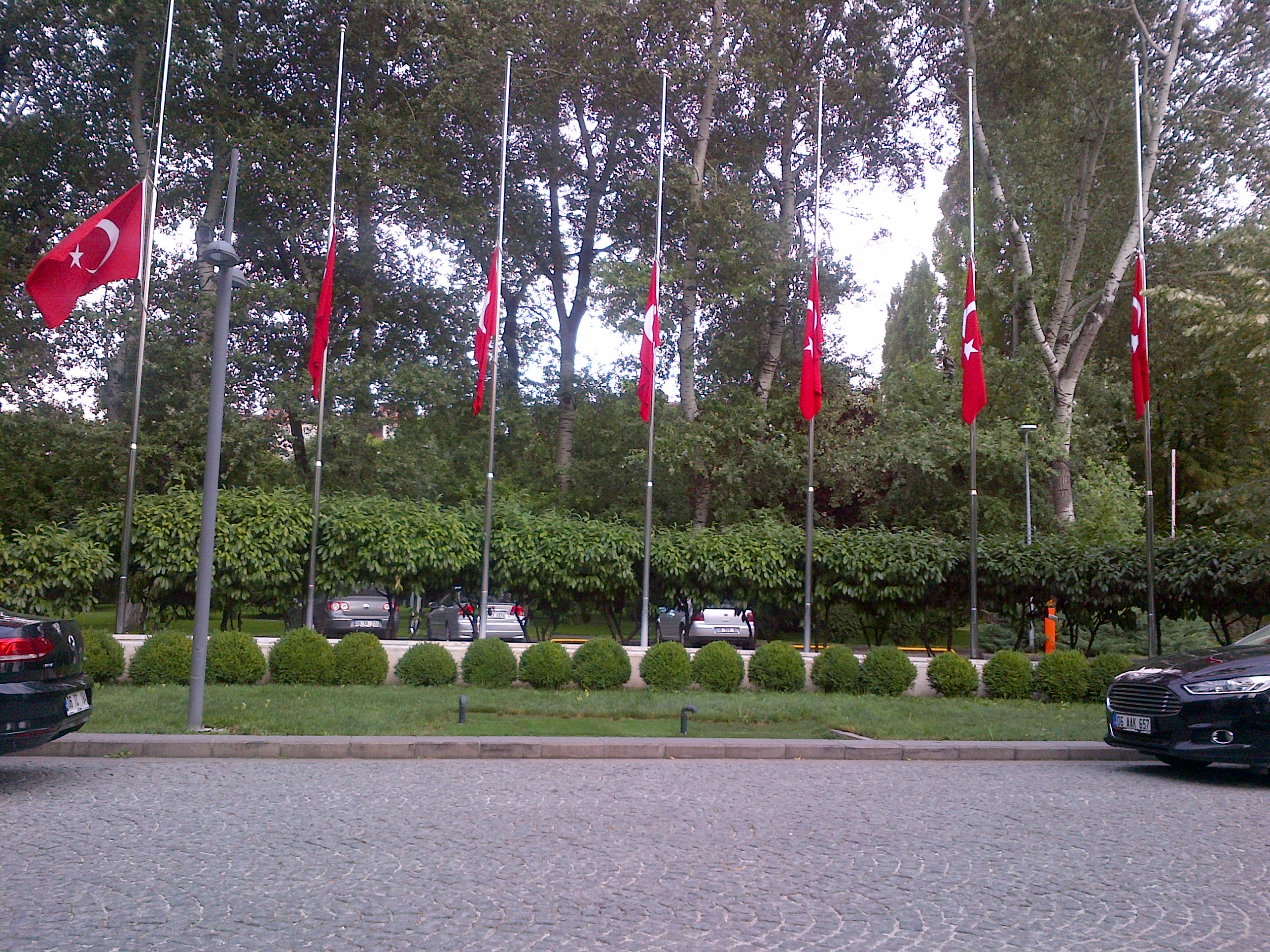
Banderes turques a mig pal a Ankara, la capital, durant el dol oficial declarat el 29 de juny per l'atemptat terrorista a l'aeroport Atatürk d'Istanbul